# The Orielles
The Orielles est un groupe britannique de Rock indépendant originaire de Halifax, West Yorkshire, en Angleterre,,.
Le groupe est composé de Sidonie "Sid" B. Main-Halford à la batterie, Esmé Dee Main-Halford à la basse et au chant, et Henry Carlyle Wade à la guitare et au chant.

## Carrière
Leur premier album, Silver Dollar Moment, sort en février 2018 sur Heavenly Records. AllMusic décrit l'album comme "des débuts impressionnants...il a un esprit doux et une beauté enjouée qui lui est propre, grâce à un jeune trio britannique qui donne aux sons baggy du début des années 1990 un sérieux coup de jeune."
Leur deuxième album, Disco Volador, sort en février 2020 sur Heavenly Records. Il est produit par Marta Sologni. The Guardian le note trois étoiles sur cinq, décrivant l'album du groupe comme : "en élargissant leur palette de sons des débuts quelque peu classique en abandonnant leur structure traditionnelle de chansons et tendant vers de nouvelles textures." La note Metacritic est de 73, avec des critiques telles que : l'album mêle "L'euphorie d’être emporté dans l'espace infini, au-delà des représentations astrales de la beauté imaginée, grâce à un savant mélange de disco fun, dream pop, électronique exotica et "70's highlife" " et  Q (magazine) de dire que l'album est "à la fois instantanément attrayant et éblouissant d'inventivité."

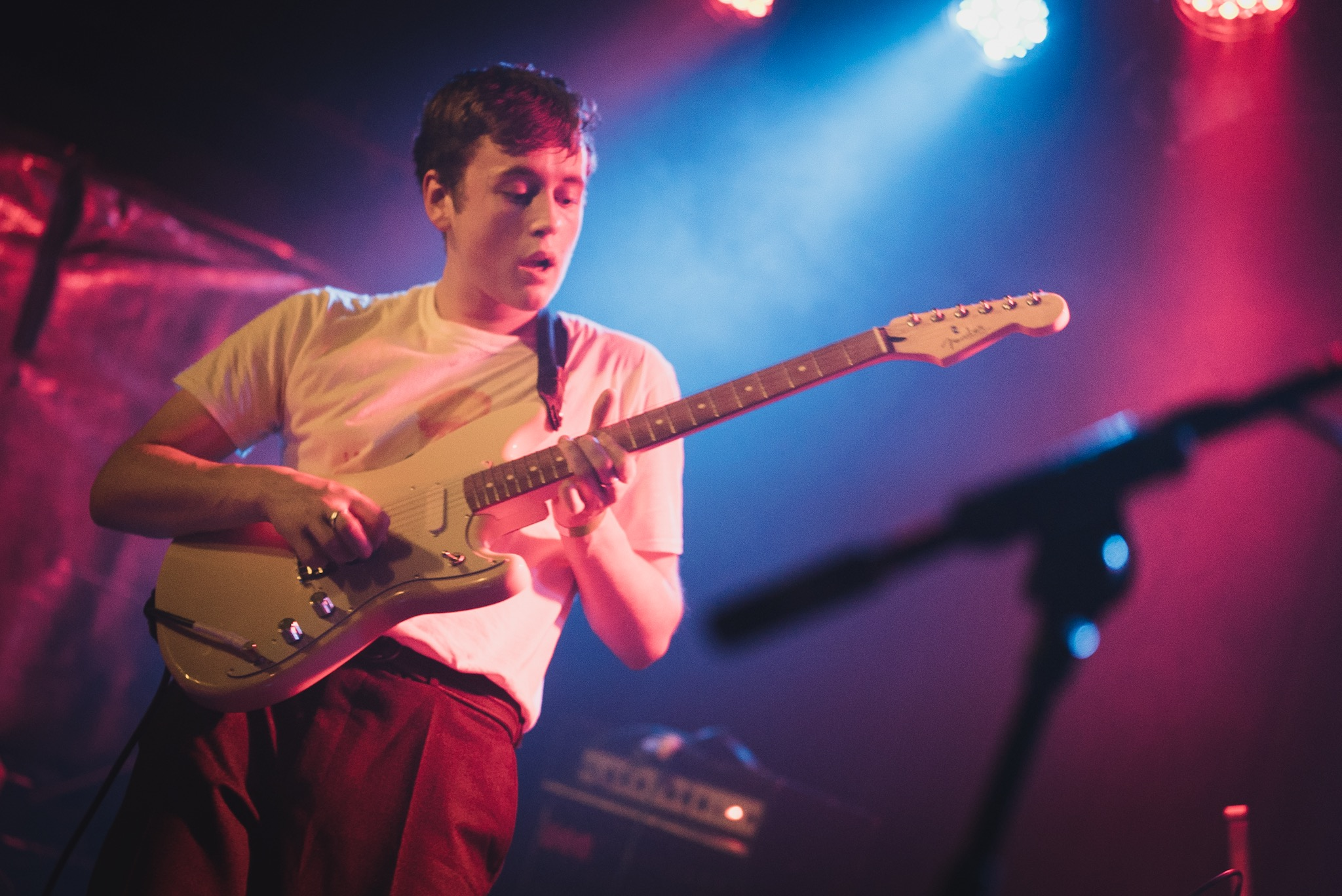
Henry Carlyle Wade

## Discographie

### Albums
- 2018 : Silver Dollar Moment
- 2020 : Disco Volador
- 2021 : La Vita Olistica
- 2022 : Tableau

### Eps
- 2016 : Jobin

### Singles
- 2015 : Space Doubt
- 2017 : Sugar Tastes Like Salt
- 2018 : Blue Suitcase (Disco Wrist)
- 2022 : Beam/s
- 2022 : The Room